# Nesobasis malekulana
Nesobasis malekulana är en trollsländeart som beskrevs av Douglas E. Kimmins 1936. Nesobasis malekulana ingår i släktet Nesobasis och familjen dammflicksländor. IUCN kategoriserar arten globalt som otillräckligt studerad. Inga underarter finns listade i Catalogue of Life.